# Leire Landa
Leire Landa Iroz (Irún, 19 de diciembre de 1986) es una futbolista española. 

## Biografía
Su posición era defensa, en todos sus equipos llevó en la camiseta el número 23, excepto en la selección española de fútbol que llevó el número 3. Su último equipo fue el F.C. Barcelona de la Primera División Femenina de España. En 2017 anunció su retirada del fútbol por una grave lesión de rodilla. Se despidió del fútbol con un gran homenaje. Leire Landa desea confirmar con su relato que "los sueños se cumplen".

## Clubes
| Club               | País   | Año         |
| ------------------ | ------ | ----------- |
| Oiartzun K.E.      | España | 2001 - 2004 |
| Real Sociedad      | España | 2004 - 2009 |
| Atlético de Madrid | España | 2009 - 2012 |
| Athletic Club      | España | 2012 - 2014 |
| F.C. Barcelona     | España | 2014 - 2017 |

## Palmarés

### Campeonatos nacionales
| Título           | Club           | País   | Año     |
| ---------------- | -------------- | ------ | ------- |
| Primera División | F.C. Barcelona | España | 2014-15 |

## Premios y reconocimientos
- Leire Landa se despidió del fútbol activo en un homenaje realizado en el II Torneo Tximist de Fuenterrabía, junto a su familia, amigos y sus excompañeras de la Real Sociedad.[4][3]